# 1-й международный конкурс пианистов имени Фридерика Шопена
1-й международный конкурс пианистов имени Фридерика Шопена (пол. I Międzynarodowy Konkurs Pianistyczny im. Fryderyka Chopina) прошёл с 23 по 30 марта 1927 года в концертном зале Национальной филармонии в Варшаве. Обладателем главного приза стал советский пианист Лев Оборин.

## История
Инициатором конкурса выступил польский пианист и педагог Ежи Журавлев, который с 1925 года предпринимал попытки в привлечении средств для его организации.

## Жюри
Ежи Журавлев был убеждён в том, что только польские музыканты могут по-настоящему понять музыку Шопена. Поэтому жюри почти полностью состояло из поляков, а единственным исключением стал Альфред Хён из Германии, который выступил в качестве одного из судей финала.
- Витольд Малишевский (председатель жюри)
- Зигмунт Буткевич
- Адам Вылежиньский
- Збигнев Джевецкий
- Ежи Журавлев
- Пётр Машинский[пол.]
- Генрик Мельцер-Щавиньский
- Зофия Рабцевичова
- Адам Солтыс
- Юзеф Смидлович[пол.]
- Юзеф Турчинский
- Фелициян Шопский
- Александр Михаловский (только в отборочном раунде)
- Альфред Хён (только в финале)

## Участники

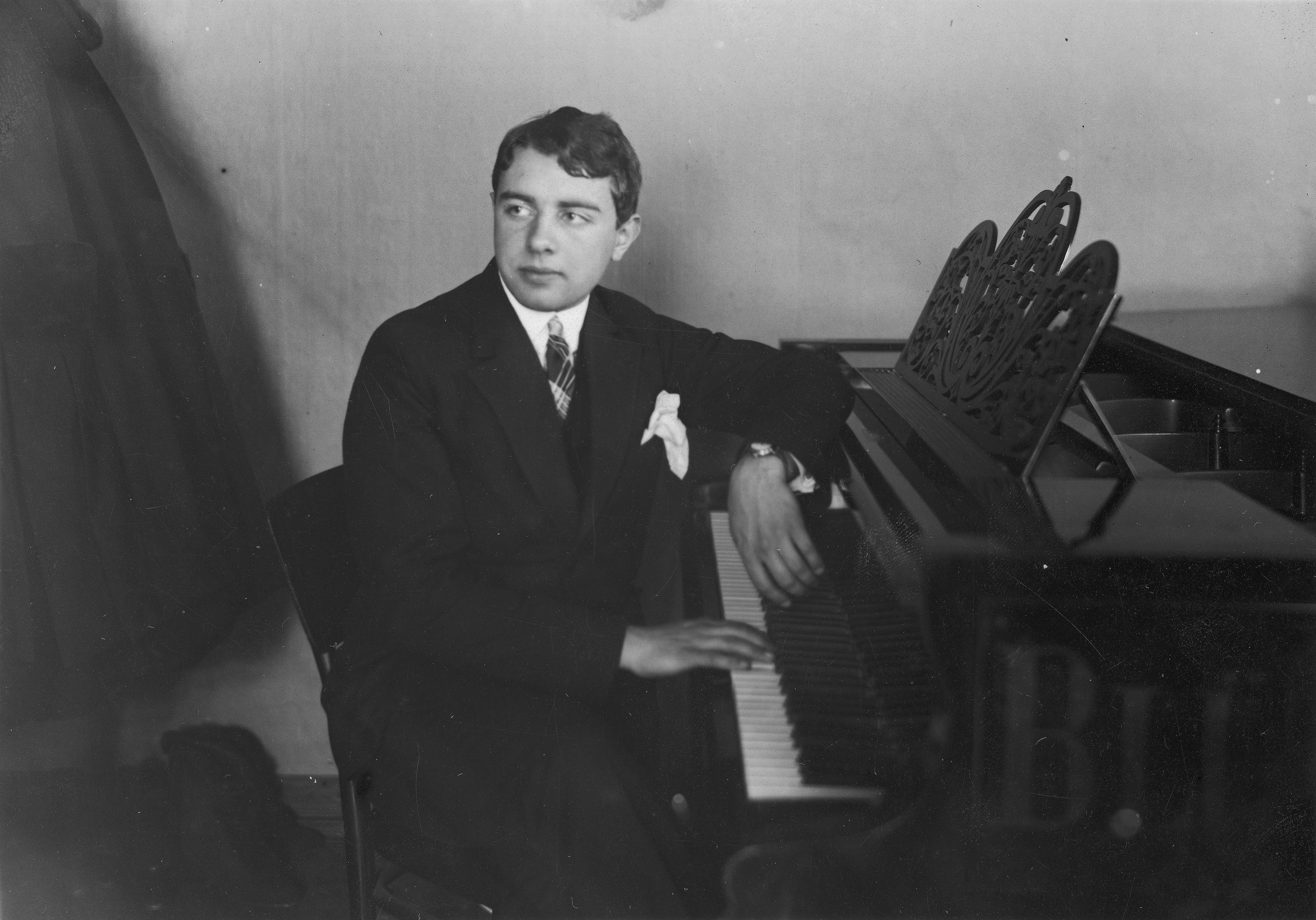
Лев Оборин — обладатель главного приза 1-го конкурса пианистов им. Шопена

В конкурсе приняли участие 26 пианистов, 16 из которых представляли Польшу. После отборочного тура 8 музыкантов прошли к финал, где вместе с Варшавским филармоническим оркестром исполнили две части одного из двух фортепианных концертов Шопена.
На протяжении всего конкурса польская пресса в качестве реальных претендентов на премию представляла лишь конкурсантов из Польши. Впрочем, ко всеобщему удивлению, главный приз достался советскому пианисту Льву Оборину, чьё исполнение концерта №2 вызвало восторг среди слушателей и членов жюри.
| Приз               | Приз             | Обладатель            |
| ------------------ | ---------------- | --------------------- |
| 1                  | zł 5000          | Лев Оборин            |
| 2                  | zł 3000          | Станислав Шпинальский |
| 3                  | zł 2000          | Ружа Эткин            |
| 4                  | zł 1000          | Григорий Гинзбург     |
| Специальный приз   | Специальный приз | Хенрик Штомпка        |
| Почётный диплом    |                  |                       |
| Юрий Брюшков       |                  |                       |
| Болеслав Войтович  |                  |                       |
| Якуб Гимпель       |                  |                       |
| Ги Момбартс        |                  |                       |
| Леопольд Мюнцер    |                  |                       |
| Тео ван дер Пас    |                  |                       |
| Эдвард Пражмовский |                  |                       |
| Дмитрий Шостакович |                  |                       |